# 青の洞門・羅漢寺インターチェンジ
青の洞門・羅漢寺インターチェンジ（あおのどうもん・らかんじインターチェンジ）は、大分県中津市にある中津日田道路（三光本耶馬渓道路）のインターチェンジである。

## 歴史
- 2024年（令和6年）3月24日 : 田口IC - 青の洞門・羅漢寺IC間 開通に伴い、供用開始[1]。
- 未定 : 青の洞門・羅漢寺IC - 本耶馬渓IC間 開通予定。

## 接続する道路
- 直接接続
  - 国道500号

## 周辺
- 道の駅耶馬トピア
- 中津市立本耶馬渓中学校

## 隣
中津日田道路（三光本耶馬渓道路）
(6) 田口IC - (7) 青の洞門・羅漢寺IC - （未開通） - (8) 本耶馬渓IC